# Ӌ
Ӌ, ӌ — літера кирилиці, 31-ша літера хакаської абетки, утворена від Ч. Позначає дзвінкий заясенний африкат /d͡ʒ/.
В кодуванні Юнікод має наступні коди:
- Ӌ: U+04CB
- ӌ: U+04CC